# Principios Rectores sobre las Empresas y los Derechos Humanos de las Naciones Unidas

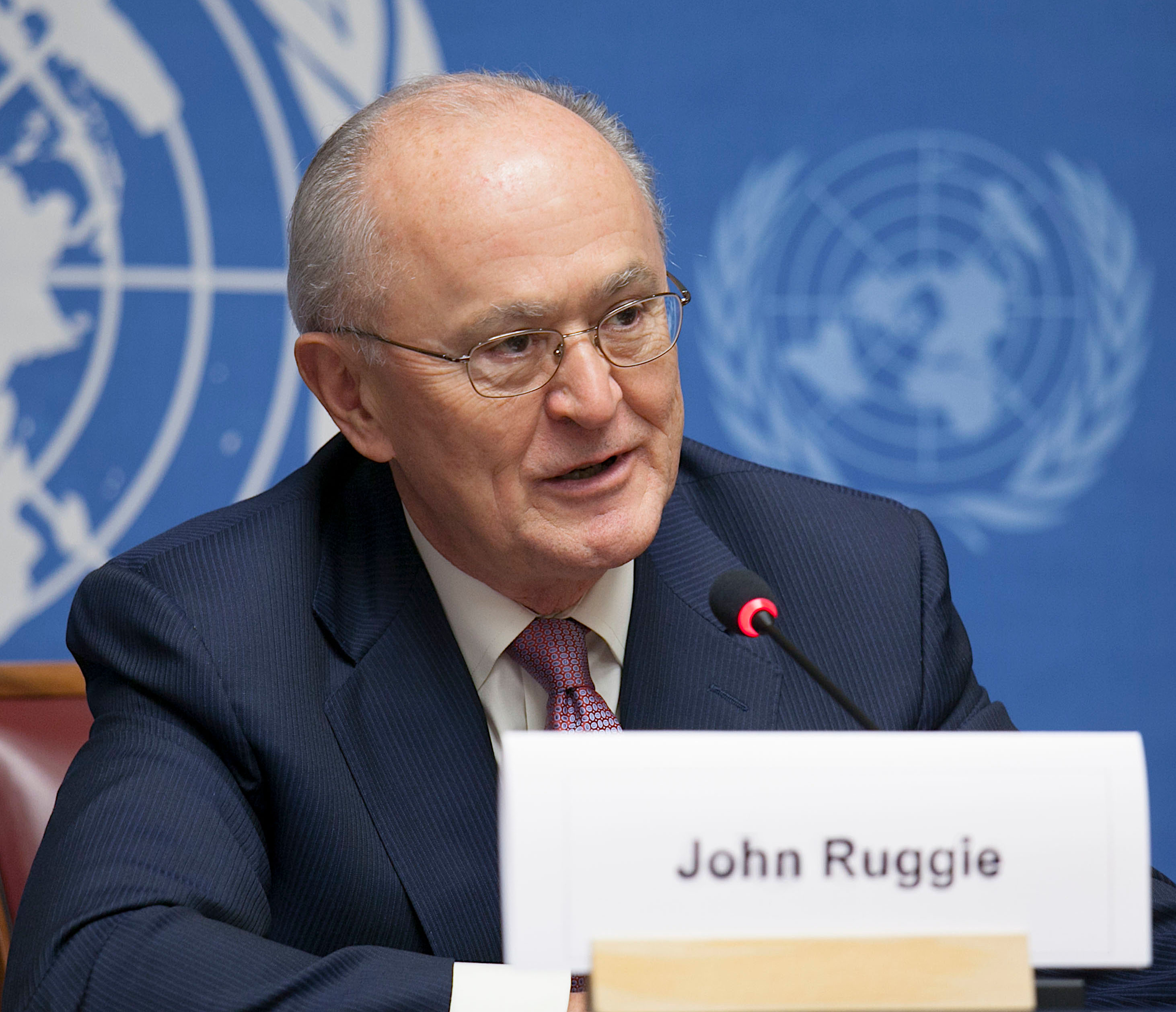
John Ruggie, representante Especial del Secretario General de la ONU y autor de los Principios Rectores sobre las Empresas y los Derechos Humanos de las Naciones Unidas.

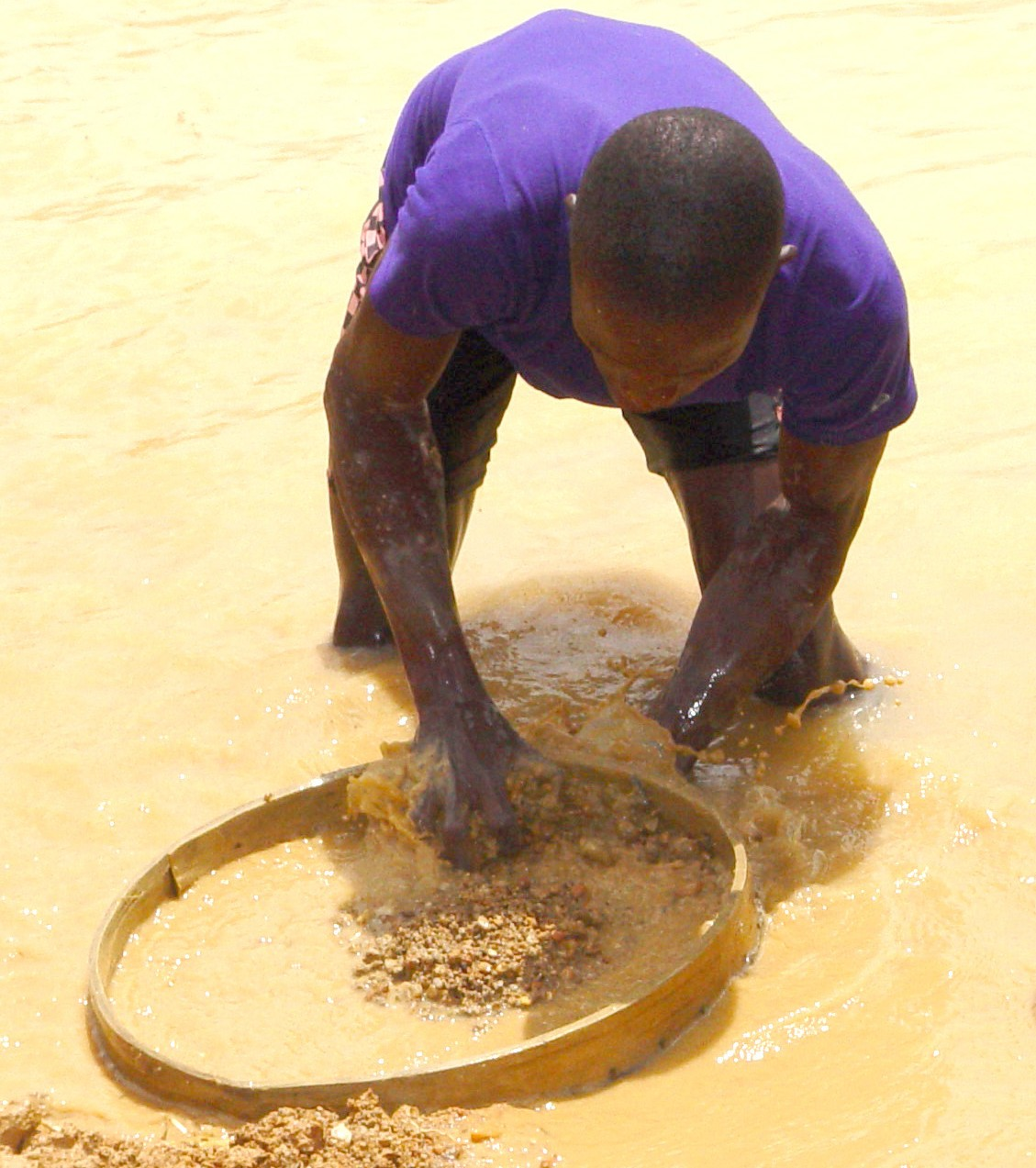
Un minero del distrito de Kono de Sierra Leona se ha beneficiado de los conjuntos de herramientas de la Oficina de Gestión y Mitigación de Conflictos (CMM), como los de la Alianza de Diamantes para la Paz de Sierra Leona. La alianza mejoró la distribución de los beneficios de la industria minera de diamantes y restringió el acceso a los mercados para las personas que venden "diamantes de zonas en conflicto" ilegales.

Los Principios Rectores sobre las Empresas y los Derechos Humanos de las Naciones Unidas (PRNU) de 2011, también conocidos como Principios de Ruggie, son un instrumento internacional consistente en 31 principios para implementar el marco "Proteger, Respetar y Remediar" establecido por las Naciones Unidas para atender la cuestión de los estándares de la responsabilidad de las empresas multinacionales y la rendición de cuentas con relación a los derechos humanos. Los Principios fueron desarrollados por el representante Especial del Secretario General de la ONU John Ruggie y constituyen la primera normativa global para prevenir y reparar la violación de derechos humanos relacionada con la actividad empresaria, luego de la Declaración Tripartita de Principios sobre las Empresas Multinacionales y la Política Social aprobada por la Organización Internacional del Trabajo en 1977. Fueron aprobados unánimemente por el Consejo de Derechos Humanos de las Naciones Unidas  el 16 de junio de 2011.
Los principios están distribuidos en tres grandes capítulos, cada uno de ellos dividido en principios fundacionales y principios operativos:
- El deber del estado de proteger los derechos humanos
- La responsabilidad de las empresas de respetar los derechos humanos
- Acceso a los mecanismos de reparación.[1]

## Historia
Los PRNU fueron el resultado de varias décadas de esfuerzos de las Naciones Unidas para crear un cuerpo de reglas global sobre derechos humanos para las empresas. A comienzos de la década de 1970 el Consejo Económico y Social de las Naciones Unidas (Ecosoc) de la ONU solicitó a la Secretaría General que creara una comisión para estudiar el impacto de las empresas multinacionales (EMNs) en los procesos de desarrollo y las relaciones internacionales. A raíz de ello, en 1973 la ONU creó la Comisión de Empresas Transnacionales en el área del Ecosoc, con el objeto de formular un código de conducta para EMNs. Simultáneamente la Organización para la Cooperación y el Desarrollo Económico (OCDE) aprobó en 1976 su primera versión de las Líneas Directrices para Empresas Transnacionales, mientras que la Organización Internacional del Trabajo (OIT) aprobó en 1977 la Declaración Tripartita de Principios Sobre las Empresas Multinacionales y la Política Social.
Durante las décadas de 1970 y 1980, la Comisión de Derechos Humanos avanzó en la redacción de un código de conducta para empresas multinacionales, pero a comienzos de la década de 1990, la oposición de los países desarrollados y la actuación de los lobbies de las empresas, llevaron a la disolución del cuerpo.
Finalizada la Guerra Fría con el triunfo de Estados Unidos y lanzada la globalización bajo las reglas del Consenso de Washington, las empresas multinacionales aumentaron considerablemente su poder y su importancia en la economía mundial y se vieron envueltas en serias violaciones de derechos humanos y ecológicos, como el caso de la explotación del trabajo infantil por parte de la empresa Nike en Indonesia en 1996, Shell en Nigeria en 1996, la victoria de Sudáfrica en 2001 contra 39 empresas farmacéuticas en el juicio que estas iniciaron para evitar la reducción del precio de las drogas contra el VIH, el Desastre del Prestige en 2002, Caterpillar en Israel en 2003, Monsanto y Cargill en Argentina y Paraguay, entre muchos otros.
Los escándalos causados por la reiteración de violaciones de derechos humanos por empresas multinacionales llevó a las Naciones Unidas a crear nuevas iniciativas. El 20 de agosto de 1998 la Subcomisión de Promoción y Protección de los Derechos Humanos de las Naciones Unidas estableció un Grupo de Trabajo sobre Empresas Multinacionales para establecer un estándar básico de obligaciones. El 13 de agosto de 2003 la Subcomisión aprobó por unanimidad el documento elaborado por el Grupo de Trabajo titulado Normas sobre Responsabilidades de las Empresas Transnacionales y otras Empresas Comerciales en la Esfera de los Derechos Humanos (Las Normas).
Entre las novedades aportadas por Las Normas se destacó el principio de corresponsabilidad de los Estados y las empresas para promover y proteger los derechos humanos.
Las Normas fueron apoyadas con entusiasmo por las ONG consultadas en el proceso de elaboración, como Amnesty International, o el Centro Europa – Tercer Mundo (CETIM), pero recibieron fuertes críticas del sector empresarial, como la Organización Internacional de Empleadores (OIE) y la Cámara Internacional de Comercio, así como observaciones por parte del sector sindical, como la Confederación Internacional de Organizaciones Sindicales Libres (CIOSL).
Las Normas fueron elevadas a la Comisión de Derechos Humanos de la ONU, donde fueron recibidas con hostilidad por varios países miembros y finalmente rechazadas con el argumento de que carecían de "fundamento legal", ordenando a la Subcomisión no realizar ningún tipo de monitoreo relativo al respeto de los derechos humanos por parte de las empresas.
En 2005, en un intento de superar las divisiones generadas por el debate sobre las responsabilidades del sector empresarial en materia de derechos humanos, la Comisión de Derechos Humanos solicitó la designación de una representante especial del secretario general (RESG) sobre el tema de los derechos humanos y las empresas multinacionales, que llevó a que en julio de 2005 fuera nombrado en esa posición el profesor John Ruggie, para desempeñarse durante un período de dos años, que luego fue extendido un año más. Al año siguiente, la Comisión de Derechos Humanos de la ONU fue abolida debido a su inoperancia y reemplazada por un nuevo organismo denominado Consejo de Derechos Humanos, puesto bajo dependencia directa de la Asamblea General de las Naciones Unidas, decisión aprobada por una abrumadora mayoría de países, contra sólo cuatro votos en contra, entre ellos Estados Unidos e Israel.
En 2008, al completar sus tres años de mandato, Ruggie presentó ante el Consejo de Derechos Humanos un marco conceptual para desarrollar el debate sobre la cuestión titulado "Proteger, Respetar, Remediar", que fue conocido como el "Marco Ruggie". A partir de esos tres principios, el "Marco Ruggie" distingue la obligación del Estado de "proteger" los derechos humanos, de la "responsabilidad" de las grandes empresas de "respetar" los derechos humanos, para finalmente desarrollar los mecanismos que los Estados y las empresas debían desarrollar para "remediar" rápida y efectivamente cualquier violación causada a los derechos humanos. La Comisión aprobó el informe de Ruggie y estableció un nuevo mandato de tres años, con la misión de hacer operativo y promover el Marco. El Consejo solicitó a Ruggie que realizara recomendaciones concretas sobre cómo podían los Estados prevenir los abusos del sector privado, elaborar un cuerpo de responsabilidades empresariales y explorar opciones para desarrollar remedios efectivos y disponibles para las personas cuyos derechos humanos hubieran sido impactados por actividades de las empresas.
Durante los siguientes tres años Ruggie realizó consultas con diferentes grupos de interés, incluyendo gobiernos, sindicatos globales, ONGs y organizaciones de empleadores. El objetivo de Ruggie era crear "un punto focal sólido alrededor del cual las expectativas de los actores pudieran confluir, un marco que aclarara las responsabilidades y proveyeran los fundamentos sobre los cuales el pensamiento y la acción pudieran construirse en el tiempo". Finalmente, en junio de 2011, Ruggie presentó al Consejo de Derechos Humanos sus Principios Rectores sobre las Empresas y los Derechos Humanos. En ese momento Ruggie declaró:

La contribución normativa de los Principios Rectores no reposa en la creación de una nueva ley internacional de obligaciones sino en la elaboración de las implicancias de los estándares y prácticas existentes para los Estados y las empresas; integrándolas en un modelo único, coherentemente lógico y comprensivo; e identificando dónde el actual régimen se queda corto y cómo puede ser mejorado.

El Consejo de Derechos Humanos adoptó los Principios Rectores por unanimidad. En junio de 2011 el Consejo aprobó por unanimidad los Principios Rectores elaborados por Ruggie, dio por terminado su mandato y formó un Grupo de Trabajo para difundir e implementar los Principios. Dispuso también que el Grupo estuviera formado por cinco expertos independientes, con un mandato de tres años. El 4 y 5 de diciembre de 2012 se organizó en Ginebra el primer Foro sobre Empresas y Derechos Humanos.

## Los tres pilares: proteger, respetar, remediar
Los Principios Rectores están organizados en tres capítulos, cada uno de ellos correspondiente a un pilar:
1. Proteger los derechos humanos, como obligación de los Estados;
2. Respetar los derechos humanos, como responsabilidad de las empresas;
3. Remediar los daños causados por las violaciones a los derechos humanos, mediante mecanismos eficaces y accesibles, implementados por los Estados y las empresas.